# Rainbow Town
Rainbow Town es un documental liberiano estrenado en 2010 y dirigido por Lauren Selmon Roberts.

## Sinopsis
Un país devastado por la guerra donde la gente está siendo asesinada y sus hijos quedan huérfanos. Incapaces de afrontar los desafíos que se les presentan, los niños empiezan a morir con el paso del tiempo. Una mujer se esfuerza por dar poder a 200 niños de un orfanato para creer que hay luz después del túnel a pesar de los retos que se les presentan.

## Elenco
- Ellen Johnson Sirleaf
- Taylor Johnson
- Alice Joseph
- Faith Kolleh